# Първо главно управление
Първо главно управление (през 1947 – 1951: Трети отдел; през 1951 – 1969: Първо управление) е подразделение на Държавна сигурност на България, натоварено с външнополитическото разузнаване. Успоредно с него действа и подчинено на военното министерство Разузнавателно управление на Министерството на народната отбрана.
Външнополитическото разузнаване е създадено по съветски образец през 1947 година, като основна роля за неговото изграждане изиграва съветския офицер от български произход Христо Боев. След разформироването на Държавна сигурност в началото на 1990 година, Първо главно управление е обособено в самостоятелна Национална разузнавателна служба (днес Държавна агенция „Разузнаване“).
Основна дейност на Първо главно управление е контрола на българските емигранти, като то е известно с грубите си методи, стигащи до политически убийства. Класическа разузнавателна дейност се извършва главно в Гърция и Турция, но в ограничен мащаб, като мнението на съюзническите разузнавания в Източния блок за капацитета на службата е ниско. Основните дейности, сочени като успехи на ПГУ са промишления шпионаж, чийто стопански резултат е неясен, и кражбата на „История славянобългарска“ от Света гора.

## История
Първо главно управление води началото си от отделението за вътрешна сигурност на създадената през 1925 година Държавна сигурност. През следващите десетилетия дейността му е ограничена, като основна роля във външното разузнаване на страната играе военното разузнаване.
След Деветосептемврийския преврат от 1944 година новият режим започва да преобразува Държавна сигурност, включително разузнаването, по модела на съветските тайни служби. В периода 1946 – 1948 година по 20 служители годишно са изпращани за подготовка в Съветския съюз, превръщайки се в основата на разузнавателната служба. С преобразуването на Държавна сигурност в дирекция през 1947 година е създаден самостоятелен Трети отдел за външно разузнаване, оглавен от комунистическия функционер Борислав Николчев. Николчев е отстранен при вътрешните чистки от 1949 година и мястото му заема съветския офицер от български произход Христо Боев, работил в разузнаването под ръководството на известния Ян Берзин. От 1 януари 1951 година отделът е преобразуван в Първо управление на Държавна сигурност.

## Функции и начин на работа
Първо главно управление е привилегирована структура в рамките на Държавна сигурност с достъп до най-квалифицираните служители на службата, на които се предоставят значителни привилегии, спрямо другите подразделения. Освен с чисто разузнавателна дейност, управлението се занимава и с контрола на българската емиграция, включително отвличания и убийства на политически противници на режима. То разполага и със своя агентурна мрежа вътре в страната, част от събираната информация от която е предавана на политическата полиция.
Първо главно управление не е самостоятелна разузнавателна служба, а подчинява дейността си на разузнаването на Съветския съюз в рамките на Доктрината за ограничения суверенитет в Източния блок. Нейна основна задача е съхраняването на тоталитарните режими в България и останалите страни от блока.
В рамките на Източния блок българското разузнаване има няколко приоритетни географски направления, в които работи – съседните страни от НАТО Турция и Гърция; някои други западни страни, най-вече Съединените щати, Италия, Франция и Ватикана; Арабския свят и Африка; от средата на 60-те години – Китай и Албания. Работата на управлението в различните направления има различни цели – например, организирането на опити за резки политически промени е ограничено до страните от Третия свят, докато по отношение на Турция и Гърция целта е да се постигне техния неутралитет.
До въвеждането на специализирани курсове във Висшата школа „Георги Димитров“ в края на 70-те години служителите на управлението се обучават в Съветския съюз.

## Специализирани подразделения

### Научно-техническо разузнаване
Научно-техническото разузнаване е създадено в началото на 60-те като 7-и отдел, а през 1980 година получава статут на управление в рамките на Първо главно управление. Важността му непрекъснато нараства, като се увеличава и броят на служителите. Негова основна задача е придобиването на научна и техническа информация в областта на военните технологии с цел да се преодолее нарастващото техническо изоставане на Източния блок спрямо страните от Западна Европа и Съединените щати. В тази дейност то подпомага работата на съответното направление Т в съветското разузнаване.
Режимът възлага големи надежди на работата на Научно-техническото разузнаване като средство за технологично модернизиране на българската икономика, но те така и не се реализират. Правят се многократни опити да се подобри взаимодействието между разузнаването, българските научни институти и предприятията, но без особен успех.

### Културно-историческо разузнаване
Културно-историческото разузнаване (обикновено съкращавано на РИК, заради негативните конотации на КИР) е създадено през юни 1972 година като нов 14-и отдел, а като легално прикритие за дейността му към външното министерство е създадена паралелна служба „Културно наследство“. Това става в контекста на започналата подготовка за помпозното честване на 1300-годишнината от основаването на Българската държава.
Основна задача на новия отдел е да популяризира в чужбина културната история на България, като събира свързани с това материали и финансира и организира подходящи публикации. Тази дейност дава възможност за установяване на контакти с интересуващи се от България интелектуалци, които се превръщат в източник на интересна за разузнаването информация. Част от дейността на отдела и поддържането на връзки с Македонската патриотична организация.
Първоначално в отдела са назначени 12 оперативни работници, част от които работят на прикритие, а негов ръководител е Трайко Георгиев, сменен през 1973 година от Емил Александров (който успоредно става и заместник-председател на Комитета за култура), а през 1977 година – от Георги Авджиев. През 80-те години важна фигура в отдела е работещият на прикритие негов заместник-началник Христо Маринчев. Най-известната акция на отдела, наричана Операция „Маратон“, е кражбата на ръкопис на „История славянобългарска“ от Зографския манастир в Гърция през 1985 година.
В първите си години отделът се ползва със силни политически протекции и получава значително финансиране, като работи в тясно сътрудничество с Комитета за култура, ръководен от Людмила Живкова, дъщеря на диктатора Тодор Живков. След смъртта на Людмила Живкова отделът е силно засегнат от съдебните процеси за финансови злоупотреби срещу нейни приближени, като бившият му началник Емил Александров е сред осъдените. Дейността му през следващите години е ограничена главно до завършването на Операция „Маратон“ и поддържащи дейности по т.нар. „Възродителен процес“.

## Промени в структурата

### 1953 – 1974
- I отдел – Югославия (4 отделения, щат – 31 души)
- II отдел – Гърция, Турция и страните от Близкия изток (5 отделения, щат – 46 души)
- III отдел – Европейски страни (5 отделения, щат – 42 души)
- IV отдел – САЩ, Англия, Канада и страните от Латинска Америка (4 отделения, щат – 21 души)
- Специални служби:
  - I отделение – Кадри (щат – 14 души)
  - II отделение – Радиовръзка (щат – 30 души)
  - III отделение – Счетоводство, поддръжка и охрана на конспиративни квартири (щат – 22 души)
  - IV отделение – Контрол по визите, картотека и архив (щат – 8 души)
  - V отделение – Шифрова служба
  - VI отделение – Фотослужба
  - VII отделение – Библиотека

Общ щат на Първо управление: 246 души (182 – оперативен състав, 64 – технически).

### 1974 – 1990
- Началник на управление – 1
- Заместник-началници – 4
- 01-ви отдел – Турция
- 02-ри отдел – Гърция и Кипър
- 03-ти отдел – Западни страни
- 04-ти отдел – Контраразузнавателен (КРО)
- 05-и отдел – Линия „Н“ (нелегални)
- 06-и отдел – Информация
- 07-и отдел – Научно-техническо разузнаване (НТР; от 1980 е с ранг на управление, УНТР, в рамките на ПГУ[7])
- 08-и отдел – Активни мероприятия (АМ)
- 09-и отдел – Арабски страни
- 10-и отдел – Работа по секретния щат
- 11-и отдел – Работа по капиталистически граждани на територията на НРБ
- 12-и отдел – Радио-свръзка
- 13-и отдел – Икономическо разузнаване
- 14-и отдел – Културно-историческо разузнаване (известно като 14 КИР)[8]
- 15-и отдел – Технико-документационен
- 16-и отдел – Специализиран (крути, или остри мероприятия, ОМ)
- 17-и отдел – Линия „А“ – Китай, Албания

Самостоятелни отдели и служби:
- - Отдел „Секретариат“
  - Отдел „Контрол, анализ и планиране“
  - Отдел „Административно-стопански“
  - Отдел „Картотека и архив“
  - Отдел „Мобилизация“
  - Отдел „Координация и протокол“
  - „Финансова служба“

## Ръководители
- Борислав Николчев (1947 – 1949)
- Христо Боев (1949 – 1952)
- полковник (ген.-майор от 1959) Господин Гочев (19 януари 1952 – 23 март 1964)
- Константин Атанасов (1964 – май 1967)
- генерал-майор Янко Христов (1967 – май 1968)
- Димитър Кьосев (12 юли 1968 – 1972)
- Полковник (ген.-майор от 5.09.1972) Стоян Савов (19 юли 1972 – 16 юли 1973)
- Полковник (ген.-майор от 1974) Васил Коцев (1973 – 1 юни 1986)
- генерал-лейтенант Владимир Тодоров (1986 – 1990)[9]